# Oskar Loew

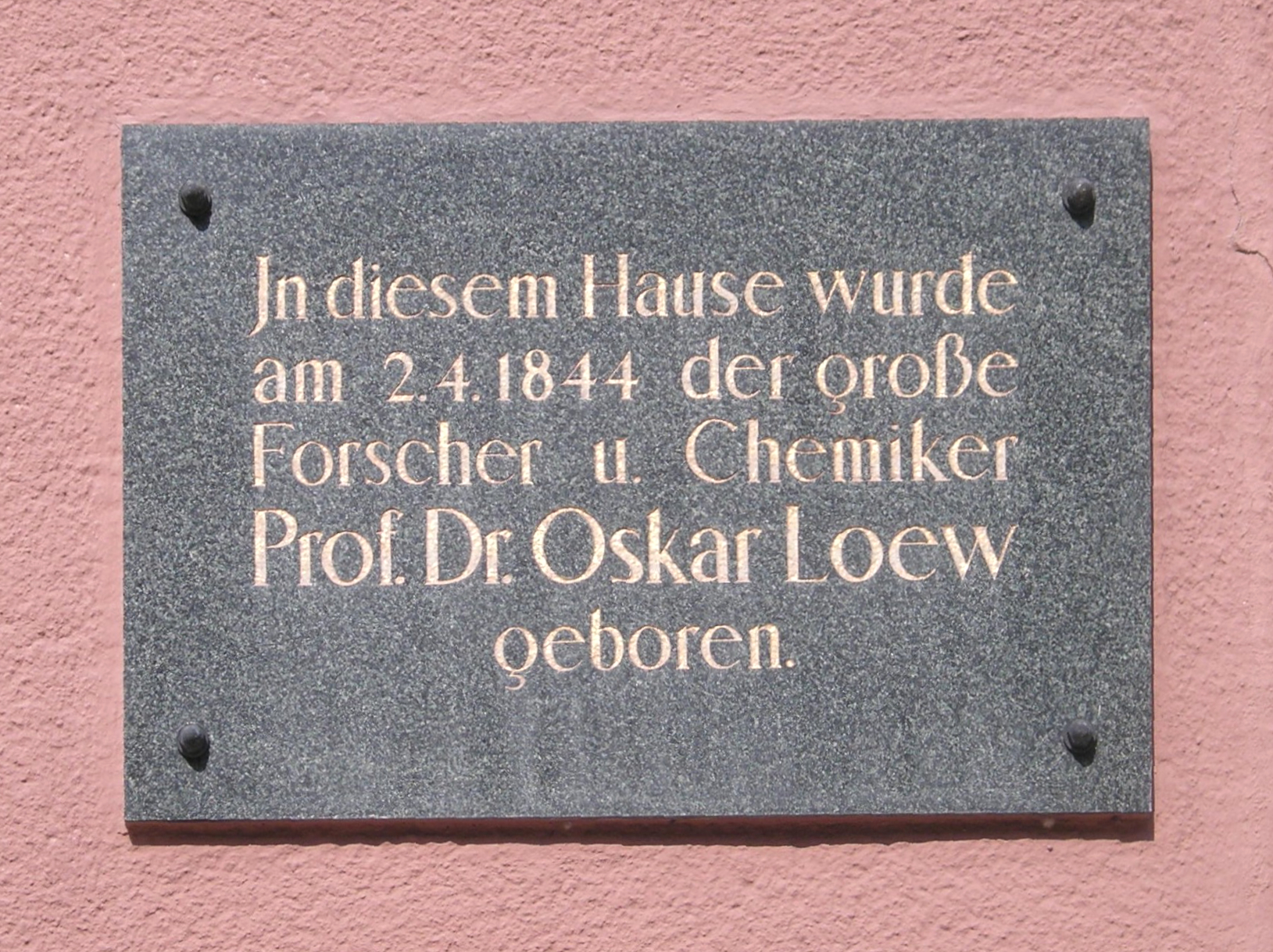
Gedenktafel am Geburtshaus vom Oskar Loew in Marktredwitz

Oskar Loew (* 2. April 1844 in Marktredwitz; † 26. Januar 1941 in Berlin) war ein deutscher Chemiker.

## Arbeit
Loew war der letzte Schüler von Justus von Liebig. 1909 veröffentlichte er eine Arbeit über den Kalkfaktor, in der er aufzeigte, dass für das optimale Wachstum der Pflanzen ein bestimmtes Verhältnis von Calcium zu Magnesium im Boden vorhanden sein muss. Zu seinen weiteren Arbeitsgebieten gehört die Synthese von Formaldehyd aus Methanol und die Wirkung kleiner Giftmengen.
Loew ging 1893 auf Einladung der Landwirtschaftlichen Abteilung der Universität Tokio nach Japan und lehrte dort Agrikulturchemie, hochgeschätzt als Lehrer und Praktiker, bis zum Ausscheiden 1907. Er führte die Arbeit von Oskar Kellner weiter und hatte viele Schüler, darunter Suzuki Umetarō.
Loew wurde auf dem Parkfriedhof Lichterfelde beigesetzt.

## Ehrungen und Mitgliedschaften
Oskar Loew ist Ehrenbürger von Marktredwitz. Im Jahr 1891 wurde er zum Mitglied der Leopoldina gewählt.

## Schriften
- Der Kalkbedarf des Menschen, 1916
- Das Calcium im Leben der Haustiere, 1939
- Ein natürliches System der Gift-Wirkungen Wolff & Lüneburg, München 1893. urn:nbn:de:hbz:061:2-14144